# Circondario di Palmi
Il circondario di Palmi è stato uno dei tre circondari in cui fu suddivisa la provincia di Reggio Calabria nel periodo 1860-1927 (durante il Regno d'Italia).

## Storia
Con l'Unità d'Italia, il Distretto di Palmi venne abrogato e la provincia della Calabria Ulteriore Prima, in seguito Provincia di Reggio Calabria, fu suddivisa in tre circondari, tra i quali quello di Palmi. L'ente venne istituito tramite decreto del 2 gennaio 1861 che apportava modifiche ed integrazioni al Regio Decreto n. 3702 del 23 ottobre 1859, che disegnava la geografia amministrativa del nuovo stato italiano.
L'ente venne soppresso, con tutti gli altri circondari italiani, tramite Regio Decreto n. 1 del 2 gennaio 1927.

## Mandamenti e comuni del circondario
Nel Circondario di Palmi ricadevano tutti i comuni geograficamente appartenenti alla Piana di Palmi, e lo stesso venne suddiviso in 10 mandamenti:
| Circondario | Mandamento           | Comuni                                                                   |
| ----------- | -------------------- | ------------------------------------------------------------------------ |
| Palmi       | Cinquefrondi         | Anoia, Cinquefrondi, Galatro, Giffone, Maropati.                         |
| Palmi       | Cittanova            | Cittanova.                                                               |
| Palmi       | Laureana di Borrello | Candidoni, Caridà, Feroleto, Laureana, Rosarno, San Pietro, Serrata.     |
| Palmi       | Oppido Mamertina     | Molochio, Oppido Mamertina, Santa Cristina, Scido, Trisilico, Varapodio. |
| Palmi       | Palmi                | Gioia Tauro, Palmi.                                                      |
| Palmi       | Pedavoli             | Paracorio, Pedavoli, Sant'Eufemia.                                       |
| Palmi       | Polistena            | Polistena, Rizziconi, San Giorgio.                                       |
| Palmi       | Radicena             | Iatrinoli, Radicena, Terranova.                                          |
| Palmi       | Seminara             | Melicuccà, Seminara.                                                     |
| Palmi       | Sinopoli             | Cosoleto, San Procopio, Sinopoli.                                        |

Nel corso degli anni vi furono le seguenti modifiche:
- Nel 1863 il mandamento di Pedavoli divenne il mandamento di Sant'Eufemia;
- Nel 1863 il comune di San Pietro cambiò nome in San Pier Fedele;
- Nel 1864 i comuni di San Giorgio e Terranova cambiarono nome in San Giorgio Morgeto e Terranova Sappo Minulio;
- Nel 1878 i comuni di Paracorio e Pedavoli, furono fusi con il nuovo nome di Delianuova;[3]
- Nel 1889 il comune di Molochio venne distaccato dal mandamento di Oppido Mamertina e aggregato a quello di Radicena.[4]